# ピアノソナタ第1番 (シマノフスキ)
ピアノソナタ第1番 ハ短調 作品8 は、カロル・シマノフスキが1904年に作曲したピアノソナタ。

## 概要
シマノフスキの初期の作品の一つである。作曲当時、シマノフスキは1901年から1904年にかけて在籍していたワルシャワ音楽院でジグムント・ノスコフスキの個人教授を受けていた。最初の3楽章は、《9つの前奏曲 作品1》よりも以前から着手していた。第4楽章は当初はロンドだったが、1904年にフーガに変更した。
1907年4月19日に行われた若きポーランドの第2回コンサートで初演された。演者はターラ・ネイガウス。
また、1910年にはリヴィウで行われたショパン生誕100周年記念コンクールに応募し、第1位を獲得した。ただ、1909年12月にシマノフスキはベルリンの音楽新聞社「楽界信号」が主催する作曲コンクールで自身の《前奏曲とフーガ 嬰ハ短調》が第2位に入賞しており、すでに成功を収めていた。しかしどちらの成功も、シマノフスキには意外なことだった。コンクールの後、クラクフのピヴァルスキ商会より初版が出版された。

## 背景

のちにシマノフスキが住むザコパネの別荘

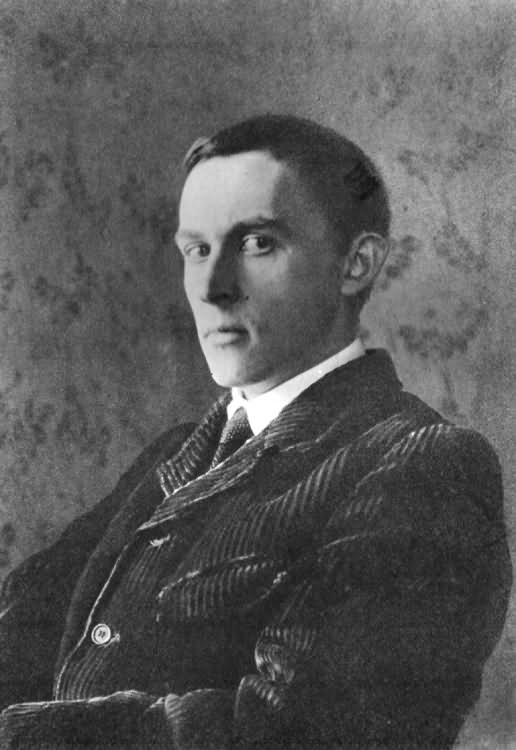
献呈先のヴィトキェーヴィチ

当時シマノフスキはポーランド南部の山岳地方の町ザコパネに滞在しており、そこで後に親友となるルービンシュタインとヴィトキェーヴィチに出会う。1904年12月に完成させ、この曲をヴィトケェーヴィチに献呈した。
1910年のコンクールの応募の際には、かなりの手直しを行っている。また、シマノフスキの遠い親戚であるイヴァシュキェヴィッチによれば、1917年から1918年にかけて、演奏上の困難さを考慮し一部改作したという。
当時ノスコフスキのもとでシマノフスキとともに学び、若きポーランドの主要な共同創設者であったルドミル・ルジツキは1904年に次のように回想している。
ショパンの後期作品である《ピアノソナタ第3番 ロ短調 作品58》と《チェロソナタ ト短調 作品65》に強く影響を受けている部分も見てとれる。

## 曲の構成
ソナタ形式のアレグロで始まり、アダージョ、メヌエット、トリオと続き、フーガ的なフィナーレを迎えるという、伝統的な4楽章形式を踏襲した作品である。第1楽章の主題を他の楽章で繰り返し再現させることで、後期ロマン派の循環形式的な工夫が凝らされている。

### 第1楽章
アレグロ・モデラート。ハ短調。ソナタ形式。
主題、以降部ともに4小節構造を墨守するため、やや単調な印象を与える。
第2主題は、メノ・モッソ、アモローソ。第2楽章の主題と関連している。

### 第2楽章
アダージョ。変イ長調。三部形式。
冒頭の主題は第1楽章の第2主題に由来する。
中間部は、ピウ・モッソ。アジタート。嬰ト短調。

### 第3楽章
メヌエット。変ホ長調。
コモド（気楽に）と指示されているように、麗らかな曲である。
ロ長調のトリオは第1楽章の第2主題と関連している。ピアニストの森安芳樹は、和声に見られるマックス・レーガーの影響を指摘している。

### 第4楽章
序奏と3声の二重フーガ。ハ短調。序奏は21小節間にわたって続く。
フーガの主題は、第1楽章の主題に由来している。
フーガ主題を基に曲は高揚し、壮麗に幕を閉じる。

## 主な録音
- ダニエル・グラハム（ミュージカル・ヘリテージ・ソサエティ（英語版）、1975年[9]）
- ペーター・シュマルフス（英語版）（Thorofon（英語版）、1978年[9]）
- アンジュジェイ・ステファンスキ（ポーランド語版）（Wifon（ポーランド語版）、1978年 - 1981年[9]）
- マーティン・ロスコー（ナクソス、2000年[10]）
- ラファウ・ブレハッチ（ドイツ・グラモフォン、2012年[6]）